# Globuline
Globuline gehören zur Gruppe der globulären Proteine. Sie sind Speicherproteine von Pflanzen und Proteine des Blutplasmas, des Speichels, des Urins und anderer Kompartimente von Tieren. Hauptbildungsort der Alpha- und Beta-Globuline ist die Leber. Im Blutplasma machen sie etwa 40 % der gesamten Proteine aus, ihre Masse beträgt zwischen 36 kDa und 1,3 MDa. Bei 60 °C verklumpen Globuline, außerdem werden sie durch Fällungsmittel denaturiert. Abgebaut werden sie von Enzymen und durch Hydrolyse.

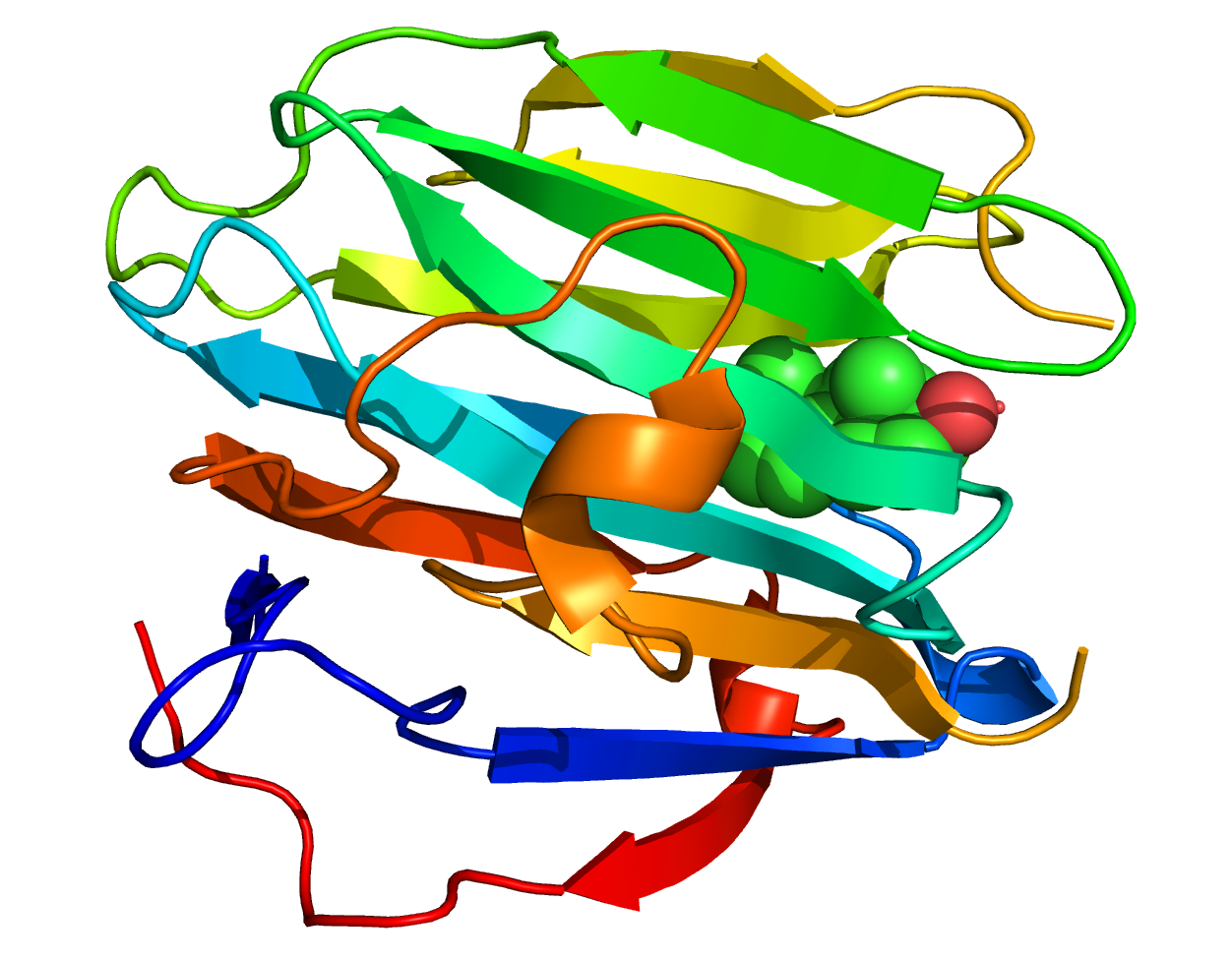
Sexualhormon-bindendes Globulin (SHBG) ist ein spezifisches Transportprotein für Sexualhormone, insbesondere Testosteron und Estradiol. Diese Hormone binden im Blut der Wirbeltiere an SHBG, und in geringerem Maße an Albumin. Nur ein geringer Prozentsatz ist ungebunden. Nur dieser ungebundene Anteil kann in den Zielorganen aktiv werden, SHBG hat einen hemmenden Einfluss auf deren Wirkung und ist Libido-senkend. SHGB kann auch im Sputum nachgewiesen werden.

Globuline sind in Wasser unlösliche Proteine, die mit verdünnten Neutralsalzlösungen, wie z. B. Ammoniumsulfatlösung, gelöst werden können. Sie haben zahlreiche Funktionen, unter anderem als Enzyme, in der pH-Wert-Regulierung, als Energielieferanten, Transporter und in der Hämostase. Ihre Hauptaufgabe liegt in der humoralen Immunantwort gegen Fremdstoffe. Die immunologisch aktiven Globuline sind Gamma-Globuline, es sind die Antikörper, sie werden auch als Immunglobuline bezeichnet. Ihre Synthese findet in Plasmazellen statt.
Das Blutprotein Albumin ist kein Globulin.
Nach ihrer elektrophoretischen Beweglichkeit werden die Globuline in vier Gruppen unterteilt:
- α1-Globuline
  - Transcortin (Steroid-Transport)
  - Transcobalamin (Vitamin-B12-bindend)
  - Thyroxin-bindendes Globulin
  - Bilirubin-Transporter
  - Prothrombin (Proenzym des Thrombins)
  - Gc-Globulin (Vitamin-D-bindend)
  - α1-Antitrypsin

- α2-Globuline
  - α2 Haptoglobin: Hämoglobinbindung
  - Caeruloplasmin: Transport von Kupfer-Ionen
  - Plasminogen
  - α2-Makroglobulin
  - α2-Antithrombin
  - Fetuine

- β-Globuline
  - Lipid-transportierende Beta-Lipoproteine: Lipidtransport
  - Transferrin: Eisentransport
  - Hämopexin: Häminbindung und -transport
  - C-reaktives Protein: Akute Phase Protein

- γ-Globuline
  - Immunglobuline (Antikörper) (IgA, IgD, IgE, IgG, IgM)